# Louis Delannoy
Louis Delannoy (Amberes, 16 de junio de 1902 - Schoten, 7 de febrero de 1968) fue un ciclista belga que fue profesional entre 1925 y 1931 y que continuó corriendo hasta el 1934. Durante estos años consiguió 2 victorias, una de ellas una etapa al Tour de Francia.

## Palmarés
- 1928
  - 2º en el Circuito de Bélgica
  - 3º en el Tour de Flandes
- 1929
  - 1º en el Circuito de la Champaña
  - Vencedor de una etapa al Tour de Francia
- 1930
  - 3º en Sluitingsprijs
- 1931
  - 2º en el Circuito de Bélgica

## Resultados en el Tour de Francia
- 1926. 28º de la clasificación general
- 1927. 16º de la clasificación general
- 1928. 13º de la clasificación general
- 1929. 6º de la clasificación general. Vencedor de una etapa
- 1930. 11º de la clasificación general